# Cincinnati Bengals 1971
La stagione 1971 dei Cincinnati Bengals è stata la seconda della franchigia nella National Football League, la quarta complessiva. Il cornerback Lemar Parrish un record di squadra con 7 intercetti, incluso uno ritornato per 65 yard in touchdown, la prima azione di tale genere della storia di Cincinnati. I Bengals, dopo avere vinto la division nella stagione precedente, scelsero il quarterback Ken Anderson nel terzo giro del Draft NFL 1971. Questi avrebbe giocato 16 stagioni per il club, stabilendo diversi record di franchigia sui passaggi. Mentre la stagione 1971 si rivelò una delusione, perdendo sei partite per quattro punti o meno, questo fu il primo anno in cui la squadra guidò i suoi avversari in quasi tutte le categorie statistiche.

## Roster
| Roster dei Cincinnati Bengals nel 1971 |
| --- |
| Quarterback - 14 Ken Anderson - 11 Virgil Carter Running Back - 44 Doug Dressler - 19 Essex Johnson - 40 Ron Lamb - 30 Jess Phillips - 18 Paul Robinson - 33 Fred Willis Wide Receiver - 10 Eric Crabtree - 35 Mike Haffner - 83 Ed Marshall - 25 Chip Myers - 17 Speedy Thomas Tight End - 88 Bruce Coslet - 87 Mike Kelly - 84 Bob Trumpy Offensive Linemen - 63 Guy Dennis G/C - 72 Howard Fest G - 76 Vernon Holland T - 54 Bob Johnson C - 68 Steve Lawson G - 73 Pat Matson G - 71 Rufus Mayes T - 75 Ernie Wright T Defensive Linemen - 82 Royce Berry DE - 70 Ron Carpenter DE - 79 Steve Chomyszak DT - 80 Ken Johnson DE/DT - 78 Willie Jones DT - 74 Mike Reid DT - 81 Nick Roman DE Linebacker - 52 Doug Adams MLB - 51 Ken Avery OLB - 58 Al Beauchamp OLB - 66 Bill Bergey MLB - 59 Larry Ely MLB - 53 Bill Peterson OLB Defensive Back - 23 Al Coleman S - 34 Neal Craig S - 29 Sandy Durko S - 27 Ken Dyer S - 26 Jimmy Harris CB - 20 Lemar Parrish CB - 13 Ken Riley CB - 31 Fletcher Smith S Special Team - 15 Dave Lewis P - 16 Horst Muhlmann K |
| Legenda - I rookie sono in corsivo. - Il primo ruolo è il principale mentre gli eventuali successivi indicano i ruoli secondari. - (IR) sta per Injured Reserve ed indica la lista ristretta per un solo giocatore infortunato che può tornare ad allenarsi dopo la settimana 6 e a rientrare in prima squadra dopo che questa ha giocato 8 partite. - (NF-Inj.) / (NF-Ill.) stanno rispettivamente per Non-Football Injured e Non-Football Illness ed indicano le liste dove viene inserito un giocatore che ha un infortunio o una malattia non dipendente dal football americano. - (PUP) sta per Physically Unable to Perform ed indica la lista dove viene inserito un giocatore mentre è in attesa di recuperare la condizione fisica. Nella stagione regolare dopo la sesta partita giocata dalla propria squadra, il giocatore ha tempo tre settimane per riprendere ad allenarsi, più tre settimane aggiuntive dal suo rientro agli allenamenti per rientrare in prima squadra.                                                                             |

## Calendario
| Stagione regolare |              |                        |           |        |                      |         |
| Turno             | Data         | Avversario             | Risultato | Record | Stadio               | Sintesi |
| 1                 | 19 settembre | Philadelphia Eagles    | V 37–14   | 1–0    | Riverfront Stadium   | Recap   |
| 2                 | 26 settembre | at Pittsburgh Steelers | S 10–21   | 1–1    | Three Rivers Stadium | Recap   |
| 3                 | 3 ottobre    | at Green Bay Packers   | S 17–20   | 1–2    | Lambeau Field        | Recap   |
| 4                 | 10 ottobre   | Miami Dolphins         | S 13–23   | 1–3    | Riverfront Stadium   | Recap   |
| 5                 | 17 ottobre   | Cleveland Browns       | S 24–27   | 1–4    | Riverfront Stadium   | Recap   |
| 6                 | 24 ottobre   | at Oakland Raiders     | S 27–31   | 1–5    | Oakland Coliseum     | Recap   |
| 7                 | 31 ottobre   | at Houston Oilers      | S 6–10    | 1–6    | Astrodome            | Recap   |
| 8                 | 7 novembre   | Atlanta Falcons        | S 6–9     | 1–7    | Riverfront Stadium   | Recap   |
| 9                 | 14 novembre  | at Denver Broncos      | V 24–10   | 2–7    | Mile High Stadium    | Recap   |
| 10                | 21 novembre  | Houston Oilers         | V 28–13   | 3–7    | Riverfront Stadium   | Recap   |
| 11                | 28 novembre  | San Diego Chargers     | V 31–0    | 4–7    | Riverfront Stadium   | Recap   |
| 12                | 5 dicembre   | at Cleveland Browns    | S 27–31   | 4–8    | Cleveland Stadium    | Recap   |
| 13                | 12 dicembre  | Pittsburgh Steelers    | S 13–21   | 4–9    | Riverfront Stadium   | Recap   |
| 14                | 19 dicembre  | at New York Jets       | S 21–35   | 4–10   | Shea Stadium         | Recap   |

Note
- Gli avversari della propria division sono in grassetto.

## Classifiche
| AFC Central Division |   |    |   |      |     |      |     |     |     |
|                      | V | S  | P | %    | DIV | CONF | PF  | PS  | STR |
| Cleveland Browns     | 9 | 5  | 0 | .643 | 5–1 | 7–4  | 285 | 273 | V5  |
| Pittsburgh Steelers  | 6 | 8  | 0 | .429 | 4–2 | 5–6  | 246 | 292 | S1  |
| Houston Oilers       | 4 | 9  | 1 | .308 | 2–4 | 4–7  | 251 | 330 | V3  |
| Cincinnati Bengals   | 4 | 10 | 0 | .286 | 1–5 | 3–8  | 284 | 265 | S3  |

Nota: I pareggi non venivano conteggiati ai fini della classifica fino al 1972.